# VW Caddy (Typ 2K)
| Sterne im Euro-NCAP-Crashtest (2015) | 4 Sterne im Euro-NCAP-Crashtest |

Der Caddy (2K), auch VW Caddy III bzw. nach dem Face-Lift im Sommer 2015 Caddy IV (Typ SA) genannt, ist ein leichtes Nutzfahrzeug von Volkswagen Nutzfahrzeuge. Er wurde als Hochdachkombi zwischen 2003 und 2020 produziert. Der Vorgänger ist der Caddy (9KV). Im Februar 2020 wurde der Nachfolger Caddy V (Typ SB) vorgestellt.

## Geschichte
Der im Herbst 2003 eingeführte Caddy ist ein Hochdachkombi. Als Grundlage dient die Plattform PQ35/A5, welche er sich zum Beispiel mit dem Golf V und dem Touran I teilt. Anders als der auf dem Golf V basierende Touran hat der Caddy hinten statt der im Golf V eingeführten Einzelradaufhängung an vier Lenkern eine Starrachse mit Blattfedern.
Neben der Nutzfahrzeug-Version als Kastenwagen wurde er auch als PKW als Kombi angeboten. In der höherwertigen Ausstattung (z. B. mit Dachhimmel in Stoff anstatt beschichteter Holzfaserplatte) nennt er sich Caddy Life. Beide gab es auch als Langversion mit Namenszusatz Maxi. Der Caddy wurde nicht mehr als Pick-up angeboten. Für diese Fahrzeuggattung bietet VW seit Ende 2010 den Amarok an.
Im Sommer 2010 erhielt der Caddy III mit einem Facelift das damals aktuelle VW-Gesicht.

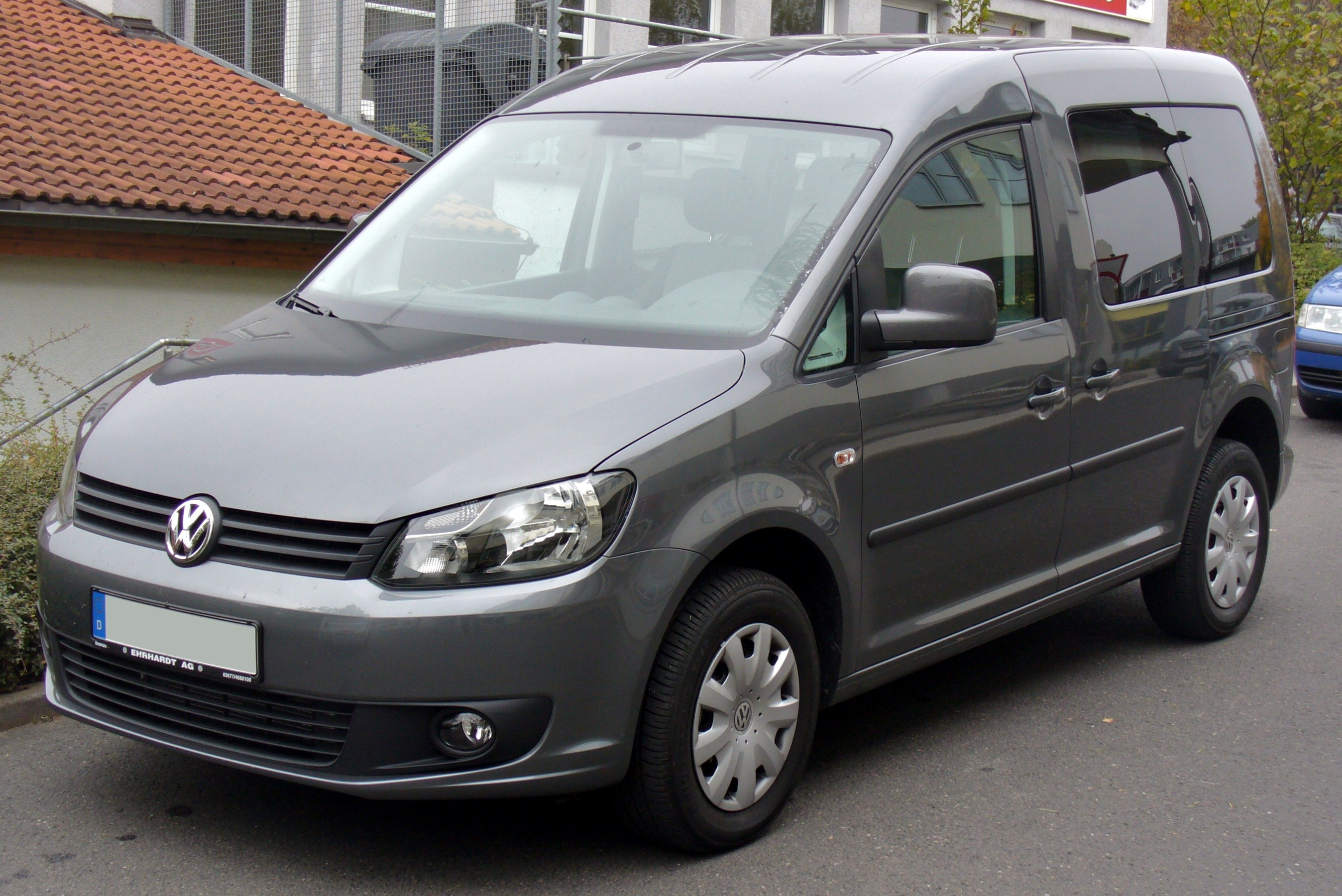
VW Caddy III Kombi (2010–2015)
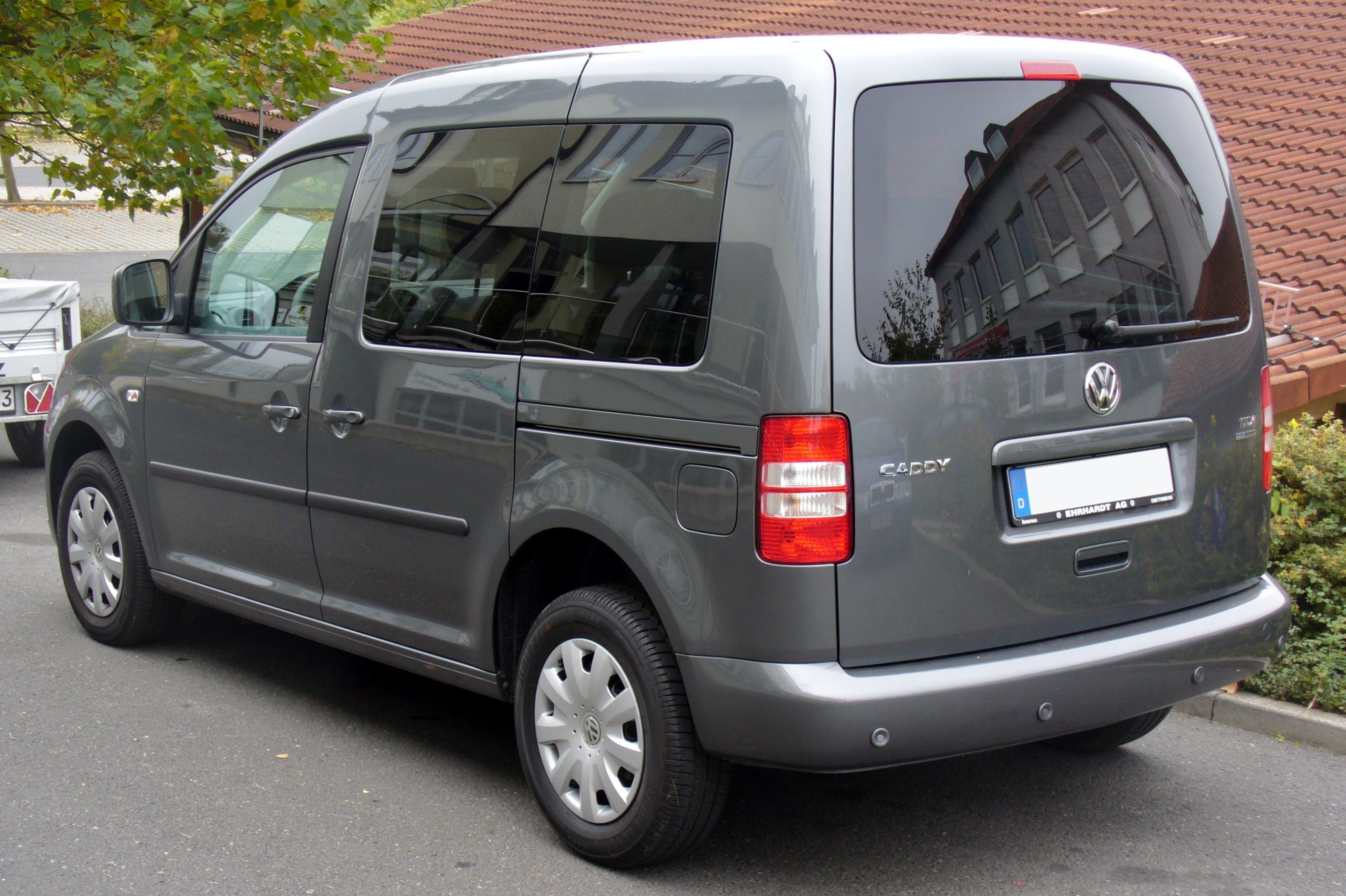
Heckansicht
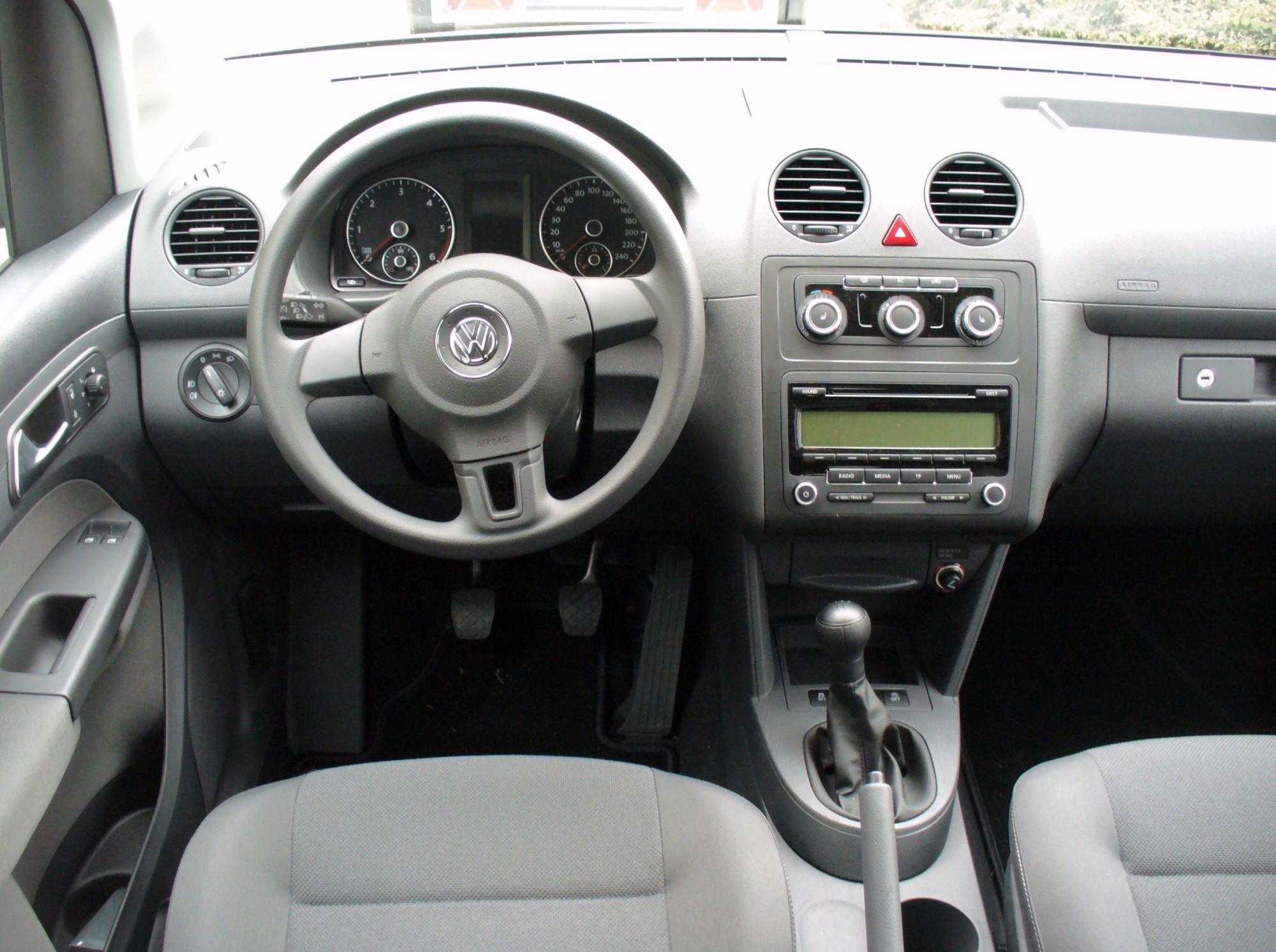
Innenansicht
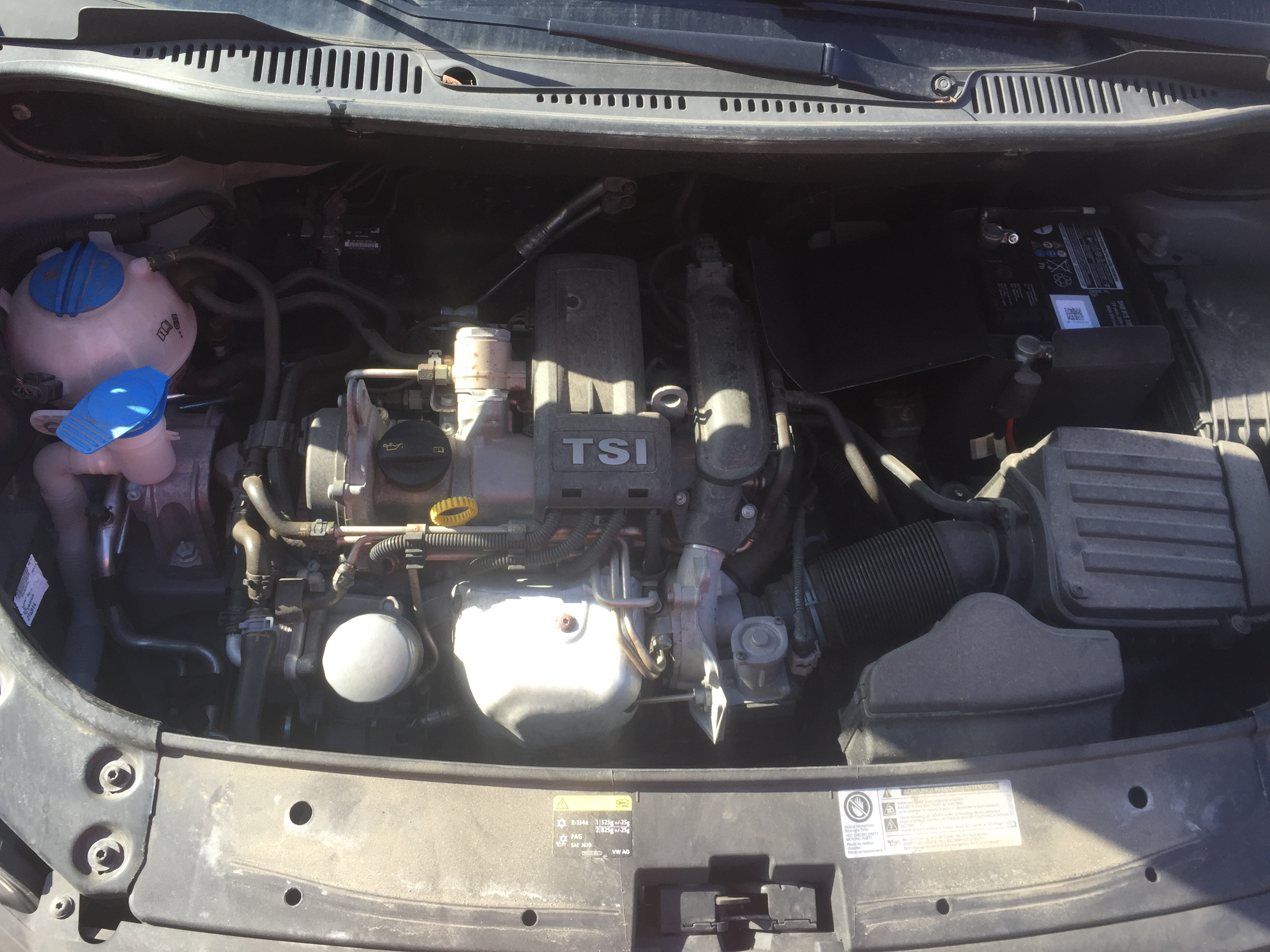
Motorraum des 1.2 TSI
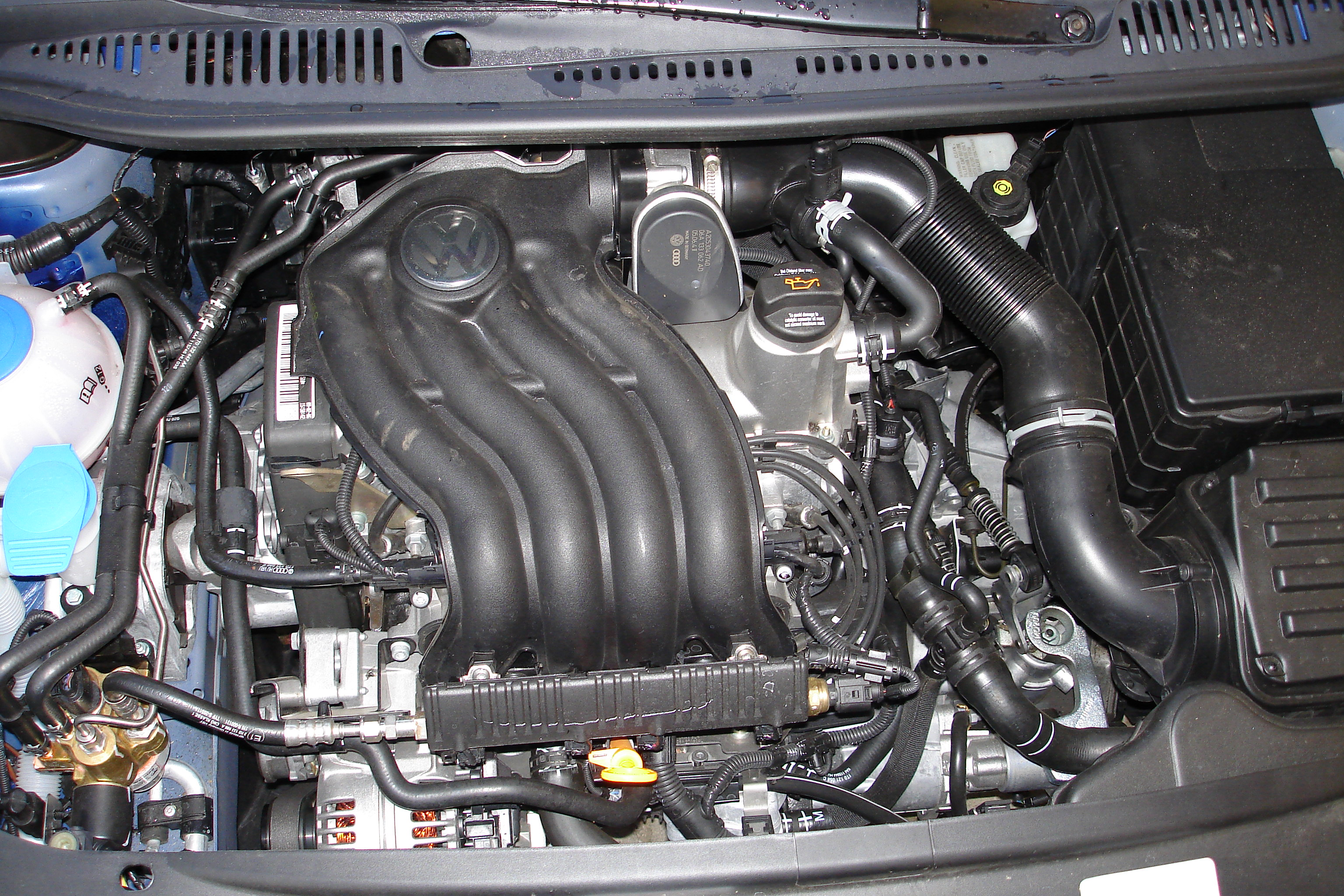
Motorraum Caddy EcoFuel (CNG)

Im Sommer 2015 erhielt der Caddy ein weiteres Facelift (Typ: SA), wobei dieses umfangreicher ausfiel als das vorherige, daher bezeichnet VW das Facelift auch als eine neue Generation (Caddy IV). Unter anderem wurden die Motoren auf Euro 6 umgestellt. Nach dem Facelift wurde der Caddy vom Euro NCAP auf die Fahrzeugsicherheit getestet. Bei dem Crashtest erhielt er vier von fünf möglichen Sternen.

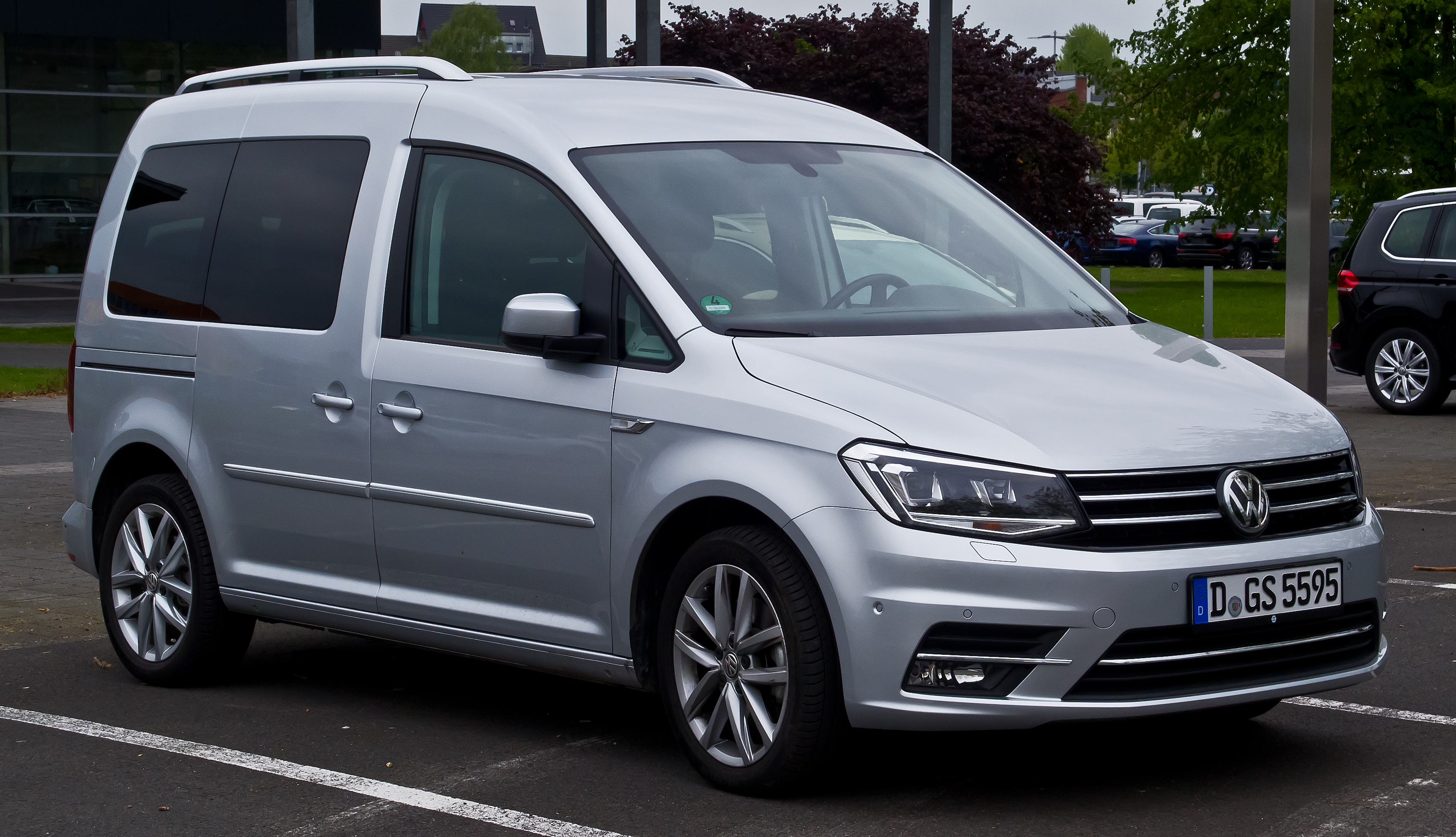
VW Caddy IV Kombi (2015–2020)
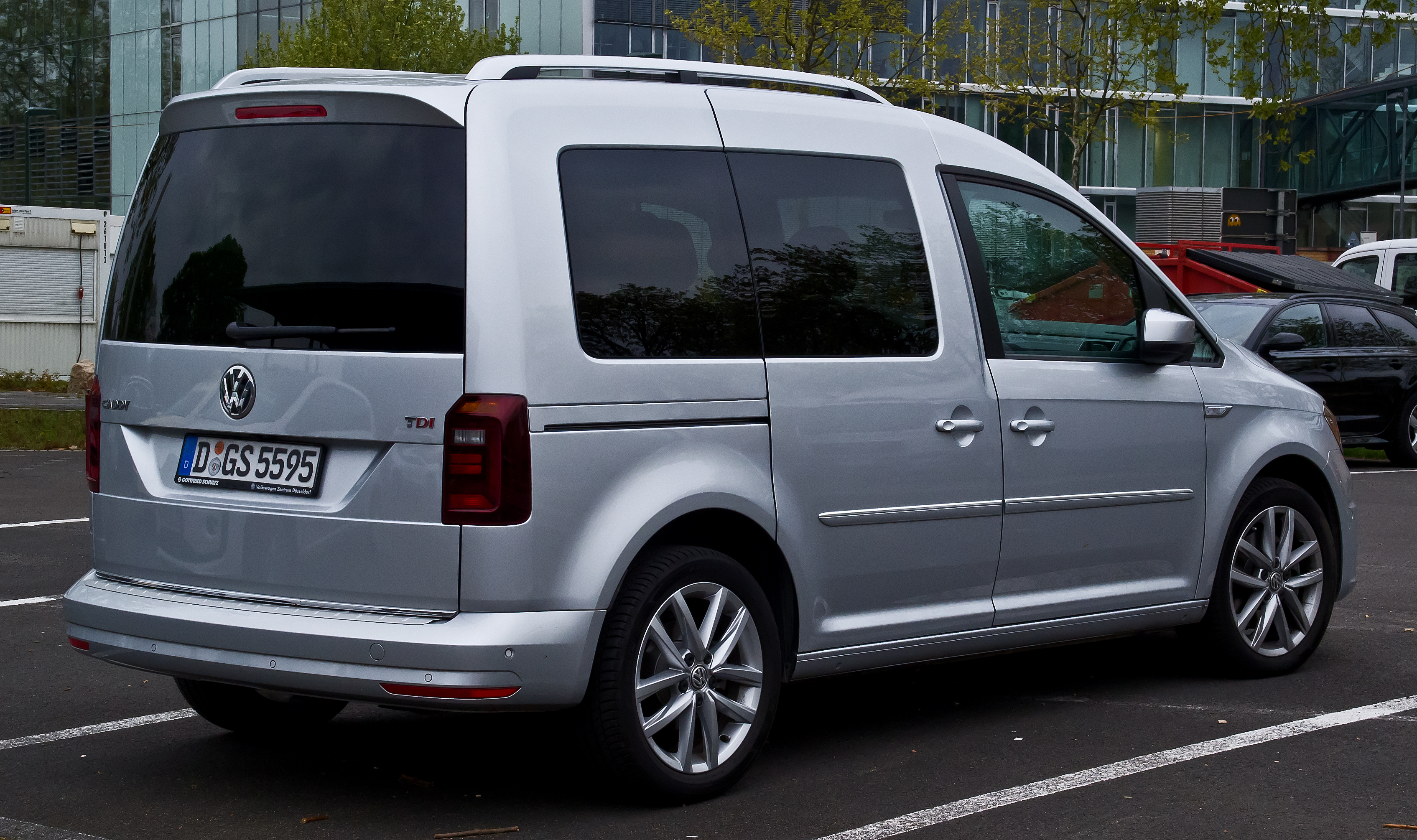
Heckansicht
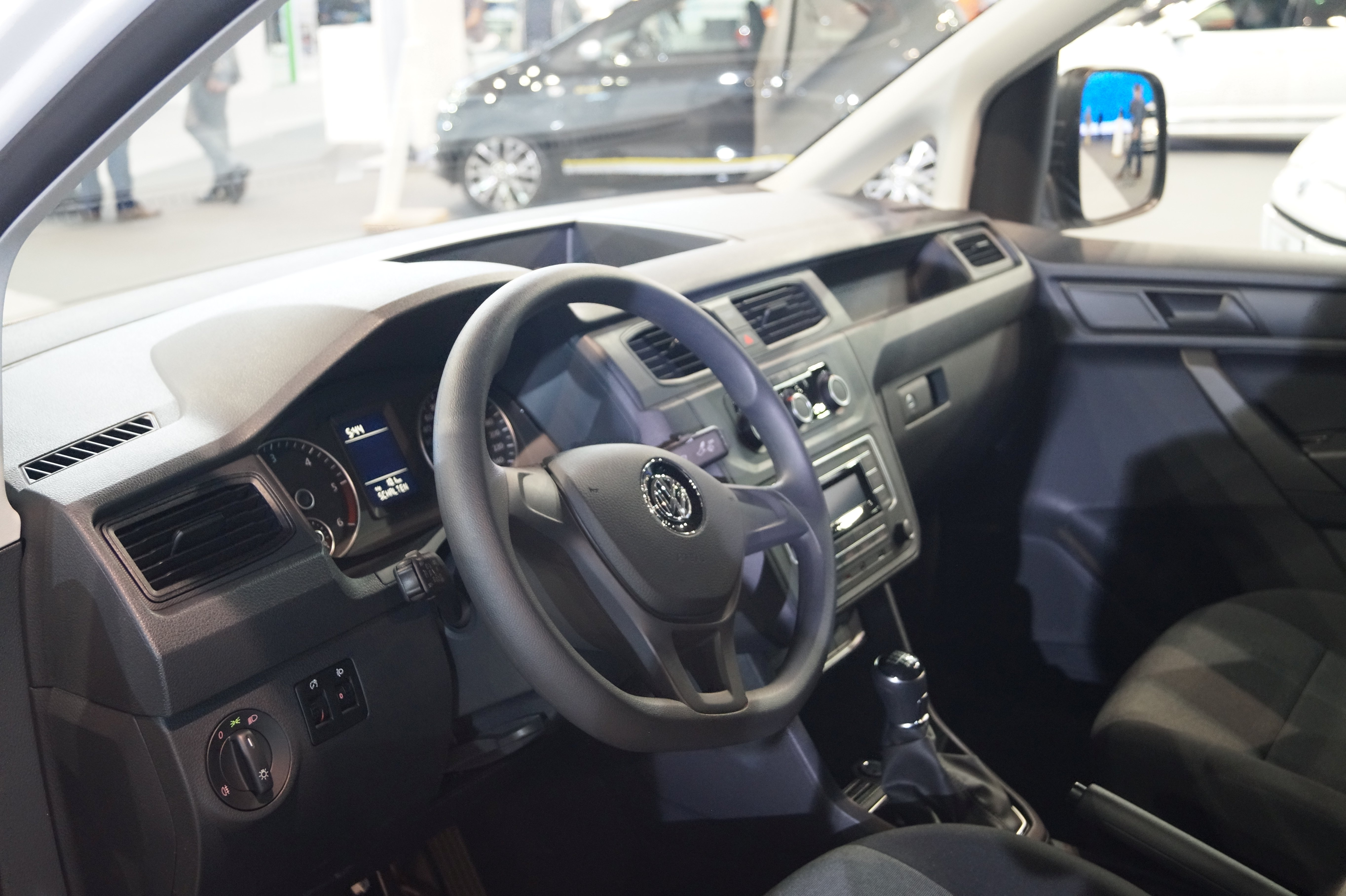
Innenansicht
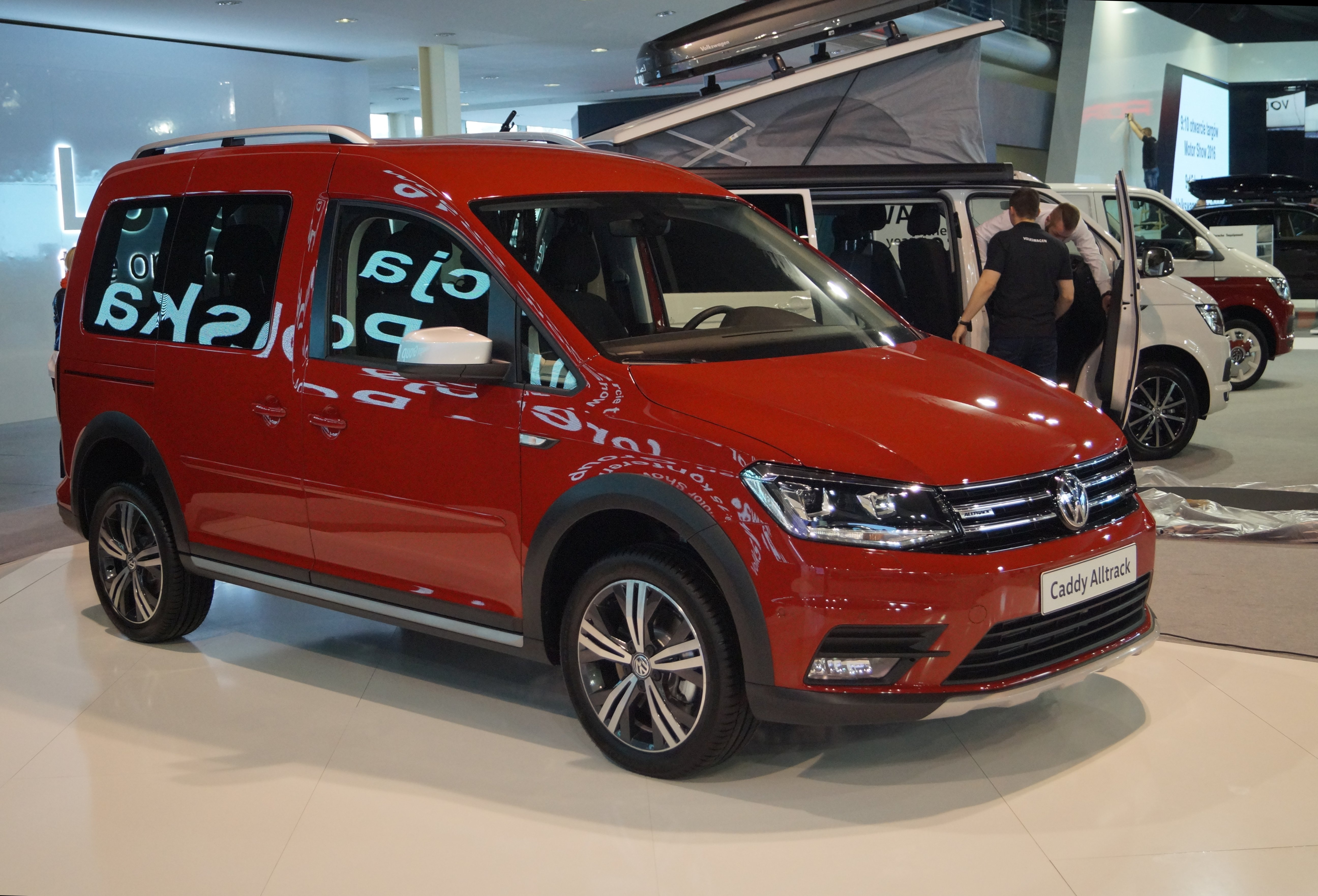
VW Caddy Alltrack (2016–2020)

## Karosserie(varianten)
Wie weiter oben beschrieben gibt es den Caddy als Kastenwagen und Kombi. Hinzu kommen die beiden Radstände. Als absolutes Novum im Fahrzeugbau galt beim Kastenwagen das glatte, hintere Seitenteil ohne Sicken und/oder Verprägungen (nicht beim Maxi).
Weitere Unterscheidungsmerkmale gibt es bei den Türen und Klappen. Hintere Schiebetüren gibt es ohne, links und/oder rechts. Während der Kombi in der Basisversion immer nur eine Schiebetür (je nach Lenkigkeit, links oder rechts) hat, hat der Caddy Life immer zwei Schiebetüren.
Die Hecköffnung gibt es als Klappe oder Heckflügeltüren. In Verbindung mit Heckflügeltüren gibt es eine optionale Dachklappe zum Durchladen von langen Gegenständen (Leiter, deshalb auch als "Leiterklappe" bezeichnet; nicht beim Maxi).

## Technische Daten

### Ottomotoren bis 2015
|                                                 | 1.2 TSI                    | 1.2 TSI (1)                | 1.2 TSI BlueMotion Technology (1) | 1.4                   | 1.4                   | 1.6 (1)               | 1.6 BiFuel (1) (2)      | 2.0 EcoFuel (1)       |
| Bauzeitraum                                     | 09/2010–06/2015            | 09/2010–06/2015            | 06/2012–06/2015                   | 10/2003–05/2006       | 05/2006–09/2010       | 10/2003–06/2010       | 05/2011–06/2015         | 02/2006–06/2015       |
| Motorkenndaten                                  |                            |                            |                                   |                       |                       |                       |                         |                       |
| Motorkennbuchstaben                             | CBZA                       | CBZB                       | CBZB                              | BCA                   | BUD                   | BGU, BSE, BSF         | BFX, BFW                | BSX                   |
| Motorbaureihe                                   | VW EA111                   | VW EA111                   | VW EA111                          | VW EA111              | VW EA111              | VW EA113              | VW EA113                | VW EA113              |
| Motortyp                                        | R4-Ottomotor               | R4-Ottomotor               | R4-Ottomotor                      | R4-Ottomotor          | R4-Ottomotor          | R4-Ottomotor          | R4-Ottomotor            | R4-Ottomotor          |
| Anzahl Ventile pro Zylinder                     | 2                          | 2                          | 2                                 | 4                     | 4                     | 2                     | 2                       | 2                     |
| Ventilsteuerung                                 | OHC, Kette                 | OHC, Kette                 | OHC, Kette                        | DOHC, Zahnriemen      | DOHC, Zahnriemen      | OHC, Zahnriemen       | OHC, Zahnriemen         | OHC, Zahnriemen       |
| Gemischaufbereitung                             | Direkteinspritzung         | Direkteinspritzung         | Direkteinspritzung                | Saugrohreinspritzung  | Saugrohreinspritzung  | Saugrohreinspritzung  | Saugrohreinspritzung    | Saugrohreinspritzung  |
| Motoraufladung                                  | Turbolader, Ladeluftkühler | Turbolader, Ladeluftkühler | Turbolader, Ladeluftkühler        | –                     | –                     | –                     | –                       | –                     |
| Kühlung                                         | Wasserkühlung              | Wasserkühlung              | Wasserkühlung                     | Wasserkühlung         | Wasserkühlung         | Wasserkühlung         | Wasserkühlung           | Wasserkühlung         |
| Bohrung × Hub                                   | 71,0 mm × 75,6 mm          | 71,0 mm × 75,6 mm          | 71,0 mm × 75,6 mm                 | 76,5 mm × 75,6 mm     | 76,5 mm × 75,6 mm     | 81,0 mm × 77,4 mm     | 81,0 mm × 77,4 mm       | 82,5 mm × 92,8 mm     |
| Hubraum                                         | 1197 cm³                   | 1197 cm³                   | 1197 cm³                          | 1390 cm³              | 1390 cm³              | 1598 cm³              | 1598 cm³                | 1984 cm³              |
| Verdichtungsverhältnis                          | 10,0:1                     | 10,0:1                     | 10,0:1                            | 10,5:1                | 10,5:1                | 10,5:1                | 10,5:1                  | 13,5:1                |
| max. Leistung bei min−1                         | 63 kW (85 PS) /4800        | 77 kW (105 PS) /5000       | 77 kW (105 PS) /5000              | 55 kW (75 PS) /5000   | 59 kW (80 PS) /5000   | 75 kW (102 PS) /5600  | 72 kW (98 PS) /5600     | 80 kW (109 PS) /5400  |
| max. Drehmoment bei min−1                       | 160 Nm /1500–3500          | 175 Nm /1550–4100          | 175 Nm /1550–4100                 | 126 Nm /3300          | 132 Nm /3800          | 148 Nm /3800          | 144 Nm /3800            | 160 Nm /3500–4700     |
| Abgasnorm                                       | Euro 5                     | Euro 5                     | Euro 5                            | Euro 4                | Euro 4                | Euro 4                | Euro 4                  | Euro 4 bzw. Euro 5    |
| Kraftübertragung                                |                            |                            |                                   |                       |                       |                       |                         |                       |
| Antrieb                                         | Vorderradantrieb           | Vorderradantrieb           | Vorderradantrieb                  | Vorderradantrieb      | Vorderradantrieb      | Vorderradantrieb      | Vorderradantrieb        | Vorderradantrieb      |
| Getriebe                                        | 5-Gang-Schaltgetriebe      | 5-Gang-Schaltgetriebe      | 5-Gang-Schaltgetriebe             | 5-Gang-Schaltgetriebe | 5-Gang-Schaltgetriebe | 5-Gang-Schaltgetriebe | 5-Gang-Schaltgetriebe   | 5-Gang-Schaltgetriebe |
| Messwerte                                       |                            |                            |                                   |                       |                       |                       |                         |                       |
| Höchstgeschwindigkeit                           | 155 km/h                   | 169 km/h                   | 169 km/h                          | 148 km/h              | 151 km/h              | 164 km/h              | 163 km/h                | 169 km/h              |
| Beschleunigung, 0–100 km/h                      | 14,7 s                     | 12,4 s                     | 12,4 s                            | 17,9 s                | 16,6 s                | 13,7 s                | 13,9 s                  | 13,8 s                |
| Kraftstoffverbrauch (3) auf 100 km (kombiniert) | 6,8 l S                    | 6,7 l S                    | 6,3 l S                           | 8,2 l S               | 8,0 l S               | 8,1 l S               | 10,4 l LPG (5,6 kg LPG) | 5,7 kg CNG            |
| CO2-Emission (kombiniert)                       | 158 g/km                   | 156 g/km                   | 147 g/km                          | 197 g/km              | 191 g/km              | 189 g/km              | 169 g/km                | 156 g/km              |

Die Verfügbarkeit der Motoren ist von Modell, Ausstattung und Markt abhängig.

### Ottomotoren ab 2015
|                                             | 1.0 TSI BMT (1)            | 1.2 TSI BMT                | 1.4 TSI BMT (1)            | 1.4 TSI BMT (1)            | 1.4 TSI BMT (1)            | 1.4 TGI BlueMotion Eco-Fuel (1) | 1.4 TGI BlueMotion Eco-Fuel (1) | 1.4 TGI BlueMotion Eco-Fuel (1) |
| Bauzeitraum                                 | 11/2015–08/2018            | 06/2015–08/2018            | 06/2015–08/2018            | 10/2018–05/2019            | 09/2019–09/2020            | 06/2015–08/2018                 | 10/2018–05/2019                 | 09/2019–09/2020                 |
| Motorkenndaten                              |                            |                            |                            |                            |                            |                                 |                                 |                                 |
| Motorkennbuchstaben                         | DKR                        | CYV                        | CZC                        | DJK                        | DJK                        | CPW                             | CPW                             | CPW                             |
| Motorbaureihe                               | VW EA211                   | VW EA211                   | VW EA211                   | VW EA211                   | VW EA211                   | VW EA211                        | VW EA211                        | VW EA211                        |
| Motortyp                                    | R3-Ottomotor               | R4-Ottomotor               | R4-Ottomotor               | R4-Ottomotor               | R4-Ottomotor               | R4-Ottomotor                    | R4-Ottomotor                    | R4-Ottomotor                    |
| Anzahl Ventile pro Zylinder                 | 4                          | 4                          | 4                          | 4                          | 4                          | 4                               | 4                               | 4                               |
| Ventilsteuerung                             |                            |                            |                            |                            |                            |                                 |                                 |                                 |
| Gemischaufbereitung                         | Direkteinspritzung         | Direkteinspritzung         | Direkteinspritzung         | Direkteinspritzung         | Direkteinspritzung         | quasimonovalent                 | quasimonovalent                 | quasimonovalent                 |
| Motoraufladung                              | Turbolader, Ladeluftkühler | Turbolader, Ladeluftkühler | Turbolader, Ladeluftkühler | Turbolader, Ladeluftkühler | Turbolader, Ladeluftkühler | Turbolader, Ladeluftkühler      | Turbolader, Ladeluftkühler      | Turbolader, Ladeluftkühler      |
| Kühlung                                     | Wasserkühlung              | Wasserkühlung              | Wasserkühlung              | Wasserkühlung              | Wasserkühlung              | Wasserkühlung                   | Wasserkühlung                   | Wasserkühlung                   |
| Bohrung × Hub                               |                            |                            |                            |                            |                            |                                 |                                 |                                 |
| Hubraum                                     | 999 cm³                    | 1197 cm³                   | 1395 cm³                   | 1395 cm³                   | 1395 cm³                   | 1395 cm³                        | 1395 cm³                        | 1395 cm³                        |
| Verdichtungsverhältnis                      |                            |                            |                            |                            |                            |                                 |                                 |                                 |
| max. Leistung bei min−1                     | 75 kW (102 PS) /5000–5500  | 62 kW (84 PS) /4300–5300   | 92 kW (125 PS) /5000–6000  | 96 kW (131 PS) /5000–6000  | 96 kW (131 PS) /5000–6000  | 81 kW (110 PS) /4800–6000       | 81 kW (110 PS) /4800–6000       | 81 kW (110 PS) /4800–6000       |
| max. Drehmoment bei min−1                   | 175 Nm /1500–3500          | 160 Nm /1400–3500          | 220 Nm /1500–3500          | 220 Nm /1500–3500          | 220 Nm /1500–3500          | 200 Nm /1500–3500               | 200 Nm /1500–3500               | 200 Nm /1500–3500               |
| Abgasnorm                                   | Euro 6                     | Euro 6                     | Euro 6                     | Euro 6d-TEMP- EVAP         | Euro 6d-TEMP- EVAP-ISC     | Euro 6                          | Euro 6d-TEMP- EVAP              | Euro 6d-TEMP- EVAP-ISC          |
| Kraftübertragung                            |                            |                            |                            |                            |                            |                                 |                                 |                                 |
| Antrieb                                     | Vorderradantrieb           | Vorderradantrieb           | Vorderradantrieb           | Vorderradantrieb           | Vorderradantrieb           | Vorderradantrieb                | Vorderradantrieb                | Vorderradantrieb                |
| Getriebe, serienmäßig                       | 5-Gang-Schaltgetriebe      | 5-Gang-Schaltgetriebe      | 6-Gang-Schaltgetriebe      | 6-Gang-Schaltgetriebe      | 6-Gang-Schaltgetriebe      | 6-Gang-Schaltgetriebe           | 6-Gang-Schaltgetriebe           | 6-Gang-Schaltgetriebe           |
| Getriebe, optional                          | –                          | –                          | 7-Stufen-DSG               | 7-Stufen-DSG               | 7-Stufen-DSG               | 6-Stufen-DSG                    | 6-Stufen-DSG                    | –                               |
| Messwerte (2)                               |                            |                            |                            |                            |                            |                                 |                                 |                                 |
| Höchstgeschwindigkeit                       | 172 km/h                   | 157 km/h                   | 185 km/h (183 km/h)        | 191 km/h                   | 191 km/h                   | 174 km/h (172 km/h)             | 174 km/h (172 km/h)             | 174 km/h                        |
| Beschleunigung, 0–100 km/h                  | 12,1 s                     | 14,7 s                     | 10,9 s                     | 10,9 s                     | 10,9 s                     | 12,9 s                          | 12,9 s                          | 12,9 s                          |
| Kraftstoffverbrauch auf 100 km (kombiniert) | 5,3 l S                    | 5,7–5,6 l S                | 5,9 l S (5,8–5,7 l S)      | 6,7 l S (5,9 l S)          | 6,6 l S (6,2 l S)          | 4,1 kg CNC (4,3 kg CNC)         | 4,6 kg CNG (4,7 kg CNG)         | 4,6 kg CNG                      |
| CO2-Emission (kombiniert)                   | 124–123 g/km               | 132–131 g/km               | 135 g/km (133–130 g/km)    | 151 g/km (133 g/km)        | 150 g/km (142 g/km)        | 113–111 g/km (120–118 g/km)     | 126 g/km (130 g/km)             | 126 g/km                        |

Die Verfügbarkeit der Motoren ist von Modell, Ausstattung und Markt abhängig.

### Dieselmotoren bis 2015
|                                             | 1.6 TDI DPF                | 1.6 TDI DPF BlueMotion Technology | 1.6 TDI DPF (1)            | 1.6 TDI DPF BlueMotion Technology (1) | 1.9 TDI                    | 1.9 TDI (1)                    | 1.9 TDI DPF BlueMotion Technology (1) | 2.0 SDI (2)               |
| Bauzeitraum                                 | 09/2010–06/2015            | 09/2010–06/2015                   | 09/2010–06/2015            | 09/2010–06/2015                       | 09/2005–09/2010            | 10/2003–09/2010                | 2008–09/2010                          | 10/2003–09/2010           |
| Motorkenndaten                              |                            |                                   |                            |                                       |                            |                                |                                       |                           |
| Motorkennbuchstaben                         | CAYE                       | CAYE                              | CAYD                       | CAYD                                  | BSU                        | BJB, BLS                       | BLS                                   | BDJ, BST                  |
| Motorbaureihe                               | VW EA189                   | VW EA189                          | VW EA189                   | VW EA189                              | VW EA188                   | VW EA188                       | VW EA188                              | VW EA188                  |
| Motortyp                                    | R4-Dieselmotor             | R4-Dieselmotor                    | R4-Dieselmotor             | R4-Dieselmotor                        | R4-Dieselmotor             | R4-Dieselmotor                 | R4-Dieselmotor                        | R4-Dieselmotor            |
| Anzahl Ventile pro Zylinder                 | 4                          | 4                                 | 4                          | 4                                     | 2                          | 2                              | 2                                     | 2                         |
| Ventilsteuerung                             | DOHC, Zahnriemen           | DOHC, Zahnriemen                  | DOHC, Zahnriemen           | DOHC, Zahnriemen                      | OHC, Zahnriemen            | OHC, Zahnriemen                | OHC, Zahnriemen                       | OHC, Zahnriemen           |
| Gemischaufbereitung                         | Common-Rail-Einspritzung   | Common-Rail-Einspritzung          | Common-Rail-Einspritzung   | Common-Rail-Einspritzung              | Pumpe-Düse-System          | Pumpe-Düse-System              | Pumpe-Düse-System                     | Pumpe-Düse-System         |
| Motoraufladung                              | Turbolader, Ladeluftkühler | Turbolader, Ladeluftkühler        | Turbolader, Ladeluftkühler | Turbolader, Ladeluftkühler            | Turbolader, Ladeluftkühler | Turbolader, Ladeluftkühler     | Turbolader, Ladeluftkühler            | –                         |
| Kühlung                                     | Wasserkühlung              | Wasserkühlung                     | Wasserkühlung              | Wasserkühlung                         | Wasserkühlung              | Wasserkühlung                  | Wasserkühlung                         | Wasserkühlung             |
| Bohrung × Hub                               | 79,5 mm × 80,5 mm          | 79,5 mm × 80,5 mm                 | 79,5 mm × 80,5 mm          | 79,5 mm × 80,5 mm                     | 79,5 mm × 95,5 mm          | 79,5 mm × 95,5 mm              | 79,5 mm × 95,5 mm                     | 81,0 mm × 95,5 mm         |
| Hubraum                                     | 1598 cm³                   | 1598 cm³                          | 1598 cm³                   | 1598 cm³                              | 1896 cm³                   | 1896 cm³                       | 1896 cm³                              | 1968 cm³                  |
| Verdichtungsverhältnis                      | 16,5:1                     | 16,5:1                            | 16,5:1                     | 16,5:1                                | 19,0:1                     | 19,0:1                         | 19,0:1                                | 19,9:1                    |
| max. Leistung bei min−1                     | 55 kW (75 PS) /3000–4000   | 55 kW (75 PS) /3000–4000          | 75 kW (102 PS) /4400       | 75 kW (102 PS) /4400                  | 55 kW (75 PS) /4000        | 77 kW (105 PS) /4000           | 77 kW (105 PS) /4000                  | 51 kW (69 PS)/4200        |
| max. Drehmoment bei min−1                   | 225 Nm /1500–2250          | 225 Nm /1500–2250                 | 250 Nm /1500–2500          | 250 Nm /1500–2500                     | 210 Nm /1900               | 250 Nm /1900                   | 250 Nm /1900                          | 140 Nm /2200–2400         |
| Abgasnorm                                   | Euro 5                     | Euro 5                            | Euro 5                     | Euro 5                                | Euro 4                     | Euro 4                         | Euro 4                                | Euro 4                    |
| Kraftübertragung                            |                            |                                   |                            |                                       |                            |                                |                                       |                           |
| Antrieb, serienmäßig                        | Vorderradantrieb           | Vorderradantrieb                  | Vorderradantrieb           | Vorderradantrieb                      | Vorderradantrieb           | Vorderradantrieb               | Vorderradantrieb                      | Vorderradantrieb          |
| Antrieb, optional                           | –                          | –                                 | –                          | –                                     | –                          | Allrad- antrieb                | –                                     | –                         |
| Getriebe, serienmäßig                       | 5-Gang-Schaltgetriebe (3)  | 5-Gang-Schaltgetriebe (3)         | 5-Gang-Schaltgetriebe (3)  | 5-Gang-Schaltgetriebe (3)             | 5-Gang-Schaltgetriebe (3)  | 5-Gang-Schaltgetriebe (3)      | 5-Gang-Schaltgetriebe (3)             | 5-Gang-Schaltgetriebe (3) |
| Getriebe, optional                          | –                          | –                                 | 7-Stufen-DSG               | 7-Stufen-DSG                          | –                          | 6-Stufen-DSG                   | –                                     | –                         |
| Messwerte (4)                               |                            |                                   |                            |                                       |                            |                                |                                       |                           |
| Höchstgeschwindigkeit                       | 150 km/h                   | 151 km/h                          | 168 km/h                   | 170 km/h                              | 150 km/h                   | 166 km/h                       | 166 km/h                              | 142 km/h                  |
| Beschleunigung, 0–100 km/h                  | 17,6 s                     | 17,6 s                            | 12,9 s                     | 12,9 s                                | 17,7 s                     | 13,3 s                         | 13,3 s                                | 20,5 s                    |
| Kraftstoffverbrauch auf 100 km (kombiniert) | 5,7 l D                    | 5,3 l D                           | 5,7 l D                    | 5,1 l D (5,3 l D)                     | 6,2 l D                    | 6,3 l D (6,9 l D) [6,7 l D]    | 5,7 l D                               | 6,5 l D                   |
| CO2-Emission (kombiniert)                   | 147 g/km                   | 136 g/km                          | 147 g/km                   | 134 g/km (139 g/km)                   | 167 g/km                   | 167 g/km (182 g/km) [176 g/km] | 149 g/km                              | 176 g/km                  |

|                                             | 2.0 TDI DPF (1)            | 2.0 TDI DPF (1)            | 2.0 TDI DPF (1)            | 2.0 TDI DPF (1)            | 2.0 TDI DPF (1)                | 2.0 TDI DPF BlueMotion Technology | 2.0 TDI DPF (5)            |          |
| Bauzeitraum                                 | 11/2007–09/2010            | 09/2010–06/2015            | 09/2010–06/2015            | 09/2010–06/2015            | 09/2010–06/2015                | 06/2012–06/2015                   | 06/2012–06/2015            |          |
| Motorkenndaten                              |                            |                            |                            |                            |                                |                                   |                            |          |
| Motorkennbuchstaben                         | BMM                        | CFHE (6)                   | CLCA (6)                   | CFHF                       | CFHC                           | CFHC                              | CFJA                       |          |
| Motorbaureihe                               | VW EA188                   | VW EA189                   | VW EA189                   | VW EA189                   | VW EA189                       | VW EA189                          | VW EA189                   | VW EA189 |
| Motortyp                                    | R4-Dieselmotor             | R4-Dieselmotor             | R4-Dieselmotor             | R4-Dieselmotor             | R4-Dieselmotor                 | R4-Dieselmotor                    | R4-Dieselmotor             |          |
| Anzahl Ventile pro Zylinder                 | 2                          | 4                          | 4                          | 4                          | 4                              | 4                                 | 4                          |          |
| Ventilsteuerung                             | OHC, Zahnriemen            | DOHC, Zahnriemen           | DOHC, Zahnriemen           | DOHC, Zahnriemen           | DOHC, Zahnriemen               | DOHC, Zahnriemen                  | DOHC, Zahnriemen           |          |
| Gemischaufbereitung                         | Pumpe-Düse-System          | Common-Rail-Einspritzung   | Common-Rail-Einspritzung   | Common-Rail-Einspritzung   | Common-Rail-Einspritzung       | Common-Rail-Einspritzung          | Common-Rail-Einspritzung   |          |
| Motoraufladung                              | Turbolader, Ladeluftkühler | Turbolader, Ladeluftkühler | Turbolader, Ladeluftkühler | Turbolader, Ladeluftkühler | Turbolader, Ladeluftkühler     | Turbolader, Ladeluftkühler        | Turbolader, Ladeluftkühler |          |
| Kühlung                                     | Wasserkühlung              | Wasserkühlung              | Wasserkühlung              | Wasserkühlung              | Wasserkühlung                  | Wasserkühlung                     | Wasserkühlung              |          |
| Bohrung × Hub                               | 81,0 mm × 95,5 mm          | 81,0 mm × 95,5 mm          | 81,0 mm × 95,5 mm          | 81,0 mm × 95,5 mm          | 81,0 mm × 95,5 mm              | 81,0 mm × 95,5 mm                 | 81,0 mm × 95,5 mm          |          |
| Hubraum                                     | 1968 cm³                   | 1968 cm³                   | 1968 cm³                   | 1968 cm³                   | 1968 cm³                       | 1968 cm³                          | 1968 cm³                   |          |
| Verdichtungsverhältnis                      | 18,5:1                     | 16,5:1                     | 16,5:1                     | 16,5:1                     | 16,5:1                         | 16,5:1                            | 16,5:1                     |          |
| max. Leistung bei min−1                     | 103 kW (140 PS) /4000      | 62 kW (84 PS) /3000–4600   | 81 kW (110 PS) /4200       | 81 kW (110 PS) /2750–4200  | 103 kW (140 PS) /4200          | 103 kW (140 PS) /4200             | 125 kW (170 PS) /4200      |          |
| max. Drehmoment bei min−1                   | 320 Nm /1800–2500          | 200 Nm /1750–2750          | 250 Nm /1500–2500          | 280 Nm /1750–2750          | 320 Nm /1750–2500              | 320 Nm /1750–2500                 | 350 Nm /1750–2500          |          |
| Abgasnorm                                   | Euro 4                     | Euro 5                     | Euro 5                     | Euro 5                     | Euro 5                         | Euro 5                            | Euro 5                     |          |
| Kraftübertragung                            |                            |                            |                            |                            |                                |                                   |                            |          |
| Antrieb, serienmäßig                        | Vorderradantrieb           | Vorderradantrieb           | Vorderradantrieb           | Allrad- antrieb            | Vorderradantrieb               | Vorderradantrieb                  | Vorderradantrieb           |          |
| Antrieb, optional                           | –                          | Allrad- antrieb            | –                          | –                          | Allrad- antrieb                | –                                 | –                          |          |
| Getriebe, serienmäßig                       | 6-Gang-Schaltgetriebe      | 6-Gang-Schaltgetriebe      | 6-Gang-Schaltgetriebe      | 6-Gang-Schaltgetriebe      | 6-Stufen-DSG                   | 6-Gang-Schaltgetriebe             | 6-Stufen-DSG               |          |
| Getriebe, optional                          | –                          | –                          | –                          | –                          | –                              | 6-Stufen-DSG                      | –                          |          |
| Messwerte (4)                               |                            |                            |                            |                            |                                |                                   |                            |          |
| Höchstgeschwindigkeit                       | 186 km/h                   | 158 km/h [155 km/h]        | 170 km/h                   | 170 km/h                   | 186 km/h [183 km/h]            | 186 km/h                          | 196 km/h                   |          |
| Beschleunigung, 0–100 km/h                  | 11,1 s                     | k. A.                      | k. A.                      | 12,8 s                     | 10,5 s (10,6 s) [11,0 s]       | 10,5 s (10,6 s)                   | 9,2 s                      |          |
| Kraftstoffverbrauch auf 100 km (kombiniert) | 6,4 l D                    | k. A.                      | k. A.                      | 6,5 l D                    | 6,0 l D (5,5 l D) [6,6 l D]    | 5,6 l D (5,9 l D)                 | 6,3 l D                    |          |
| CO2-Emission (kombiniert)                   | 169 g/km                   | 161 g/km [168 g/km]        | k. A.                      | 168 g/km                   | 156 g/km (161 g/km) [171 g/km] | 149 g/km (155 g/km)               | 166 g/km                   |          |

Die Verfügbarkeit der Motoren ist von Modell, Ausstattung und Markt abhängig.

### Dieselmotoren ab 2015
|                                             | 2.0 TDI BlueMotion Technology | 2.0 TDI BlueMotion Technology | 2.0 TDI BlueMotion Technology (1) | 2.0 TDI BlueMotion Technology (1) | 2.0 TDI BlueMotion         | 2.0 TDI BlueMotion Technology 4Motion (1) | 2.0 TDI BlueMotion Technology (1) | 2.0 TDI BlueMotion Technology (1) | 2.0 TDI BlueMotion Technology 4Motion (1) |
| Bauzeitraum                                 | 06/2015–09/2020               | 10/2018–09/2020               | 06/2015–09/2020                   | 10/2018–09/2020                   | 06/2015–09/2020            | 06/2015–09/2020                           | 06/2015–09/2020                   | 10/2018–09/2020                   | 10/2018–09/2020                           |
| Motorkenndaten                              |                               |                               |                                   |                                   |                            |                                           |                                   |                                   |                                           |
| Motorkennbuchstaben                         | CUUC, CUUF                    |                               | CUUD, DFSD                        |                                   |                            | CUUE, DFSE                                | CUUB, DFSB                        |                                   | CUUB, DFSB                                |
| Motorbaureihe                               | VW EA288                      | VW EA288                      | VW EA288                          | VW EA288                          | VW EA288                   | VW EA288                                  | VW EA288                          | VW EA288                          | VW EA288                                  |
| Motortyp                                    | R4-Dieselmotor                | R4-Dieselmotor                | R4-Dieselmotor                    | R4-Dieselmotor                    | R4-Dieselmotor             | R4-Dieselmotor                            | R4-Dieselmotor                    | R4-Dieselmotor                    | R4-Dieselmotor                            |
| Anzahl Ventile pro Zylinder                 | 4                             | 4                             | 4                                 | 4                                 | 4                          | 4                                         | 4                                 | 4                                 | 4                                         |
| Ventilsteuerung                             | DOHC, Zahnriemen              | DOHC, Zahnriemen              | DOHC, Zahnriemen                  | DOHC, Zahnriemen                  | DOHC, Zahnriemen           | DOHC, Zahnriemen                          | DOHC, Zahnriemen                  | DOHC, Zahnriemen                  | DOHC, Zahnriemen                          |
| Gemischaufbereitung                         | Common-Rail-Einspritzung      | Common-Rail-Einspritzung      | Common-Rail-Einspritzung          | Common-Rail-Einspritzung          | Common-Rail-Einspritzung   | Common-Rail-Einspritzung                  | Common-Rail-Einspritzung          | Common-Rail-Einspritzung          | Common-Rail-Einspritzung                  |
| Motoraufladung                              | Turbolader, Ladeluftkühler    | Turbolader, Ladeluftkühler    | Turbolader, Ladeluftkühler        | Turbolader, Ladeluftkühler        | Turbolader, Ladeluftkühler | Turbolader, Ladeluftkühler                | Turbolader, Ladeluftkühler        | Turbolader, Ladeluftkühler        | Turbolader, Ladeluftkühler                |
| Kühlung                                     | Wasserkühlung                 | Wasserkühlung                 | Wasserkühlung                     | Wasserkühlung                     | Wasserkühlung              | Wasserkühlung                             | Wasserkühlung                     | Wasserkühlung                     | Wasserkühlung                             |
| Bohrung × Hub                               | 81,0 mm × 95,5 mm             | 81,0 mm × 95,5 mm             | 81,0 mm × 95,5 mm                 | 81,0 mm × 95,5 mm                 | 81,0 mm × 95,5 mm          | 81,0 mm × 95,5 mm                         | 81,0 mm × 95,5 mm                 | 81,0 mm × 95,5 mm                 | 81,0 mm × 95,5 mm                         |
| Hubraum                                     | 1968 cm³                      | 1968 cm³                      | 1968 cm³                          | 1968 cm³                          | 1968 cm³                   | 1968 cm³                                  | 1968 cm³                          | 1968 cm³                          | 1968 cm³                                  |
| Verdichtungsverhältnis                      |                               |                               |                                   |                                   |                            |                                           |                                   |                                   |                                           |
| max. Leistung bei min−1                     | 55 kW (75 PS) /2400–4500      | 55 kW (75 PS) /2400–4500      | 75 kW (102 PS) /2900–4000         | 75 kW (102 PS) /2900–4000         | 75 kW (102 PS) /2900–4000  | 90 kW (122 PS) /2900–4500                 | 110 kW (150 PS) /3500–4000        | 110 kW (150 PS) /3500–4000        | 110 kW (150 PS) /3500–4000                |
| max. Drehmoment bei min−1                   | 225 Nm /1200–2300             | 225 Nm /1200–2300             | 250 Nm /1300–2800                 | 250 Nm /1300–2800                 | 250 Nm /1300–2800          | 300 Nm /1500–2800                         | 340 Nm /1750–3000                 | 340 Nm /1750–3000                 | 340 Nm /1750–3000                         |
| Abgasnorm                                   | Euro 6                        | Euro 6d-TEMP                  | Euro 6                            | Euro 6d-TEMP                      | Euro 6                     | Euro 6                                    | Euro 6                            | Euro 6d-TEMP                      | Euro 6d-TEMP                              |
| Kraftübertragung                            |                               |                               |                                   |                                   |                            |                                           |                                   |                                   |                                           |
| Antrieb                                     | Vorderradantrieb              | Vorderradantrieb              | Vorderradantrieb                  | Vorderradantrieb                  | Vorderradantrieb           | Allradantrieb                             | Vorderradantrieb                  | Vorderradantrieb                  | Allradantrieb                             |
| Getriebe, serienmäßig                       | 5-Gang-Schaltgetriebe         | 5-Gang-Schaltgetriebe         | 5-Gang-Schaltgetriebe             | 5-Gang-Schaltgetriebe             | 5-Gang-Schaltgetriebe      | 6-Gang-Schaltgetriebe                     | 6-Gang-Schaltgetriebe             | 6-Gang-Schaltgetriebe             | 6-Stufen-DSG                              |
| Getriebe, optional                          | –                             | –                             | 6-Stufen-DSG                      | 6-Stufen-DSG                      | –                          | –                                         | 6-Stufen-DSG                      | 6-Stufen-DSG                      | –                                         |
| Messwerte (2)                               |                               |                               |                                   |                                   |                            |                                           |                                   |                                   |                                           |
| Höchstgeschwindigkeit                       | 152 km/h                      | 152 km/h                      | 172 km/h (170 km/h)               | 172 km/h (170 km/h)               | 172 km/h                   | 178 km/h                                  | 194 km/h (192 km/h)               | 194 km/h (192 km/h)               | 189 km/h                                  |
| Beschleunigung, 0–100 km/h                  | 17,6 s                        | 17,6 s                        | 12,9 s (13,0 s)                   | 12,9 s (13,0 s)                   | 12,9 s                     | 11,5 s                                    | 9,9 s                             | 9,9 s                             | 10,2 s                                    |
| Kraftstoffverbrauch auf 100 km (kombiniert) | 4,6 l D                       | 5,2–5,4 l D                   | 4,6 l D (5,0 l D)                 | 5,3–5,4 l D (5,5–5,7 l D)         | 4,2 l D                    | 5,4 l D                                   | 4,9 l D (5,0 l D)                 | 5,5–5,6 l D (5,3–5,5 l D)         | 5,4 l D                                   |
| CO2-Emission (kombiniert)                   | 119–120 g/km                  | 136–141 g/km                  | 119–120 g/km (130–131 g/km)       | 138–142 g/km (145–150 g/km)       | 109 g/km                   | 143 g/km                                  | 129 g/km (132 g/km)               | 144–147 g/km (139–143 g/km)       | 143 g/km                                  |

Die Verfügbarkeit der Motoren ist von Modell, Ausstattung und Markt abhängig.
Änderungen Modelljahr 2007 (ab Mai 2006):
- Caddy Life mit 2,0-l-SDI-Dieselmotor eingestellt
- 1,9-l-TDI-Dieselmotor (1896 cm³) mit 55 kW (75 PS) und 210 Nm max. Drehmoment; 158 g CO2/km (ohne DPF)
- 1,4-l-Ottomotor (1390 cm³) jetzt mit 59 kW (80 PS) und 126 Nm max. Drehmoment; 191 g CO2/km

Die TDI-Motoren bekamen mit dem Modelljahr 2006 die Euro-4-Zulassung – auch ohne Dieselpartikelfilter, der seit Dezember 2005 dazubestellt werden konnte (geschlossenes Reinigungssystem). Ein Partikelfilter konnte nachgerüstet werden. Allerdings handelt es sich dann dabei um eine weniger effektive Reinigung (offenes System), weil hier nicht in das Motormanagement eingegriffen wird. Fahrzeuge mit Filter sind mit Stand 1/2006 nicht Biodiesel-tauglich.
Der seit Mitte 2006 erhältliche Caddy EcoFuel hat einen für Erdgas optimierten Motor. Die Erdgastanks fassen rund 26 Kilogramm Erdgas und ermöglichen eine Reichweite von über 400 Kilometern. Zusätzlich hat der EcoFuel noch einen 13-Liter-Reservetank für Superbenzin. Die CO2-Emissionen des Caddy EcoFuel sind mit 157 g/km angegeben, somit war er seinerzeit der klimafreundlichste Antrieb für den VW Caddy 2K. Später kamen jedoch Benzin-Modelle mit unter 140 g/km CO2-Ausstoß.
Seit November 2007 war der Caddy Maxi Life erhältlich. Er ist eine um 47 cm verlängerte Version des Caddy Life und bietet Platz für sieben Personen und deren Gepäck.

## Caddy Life

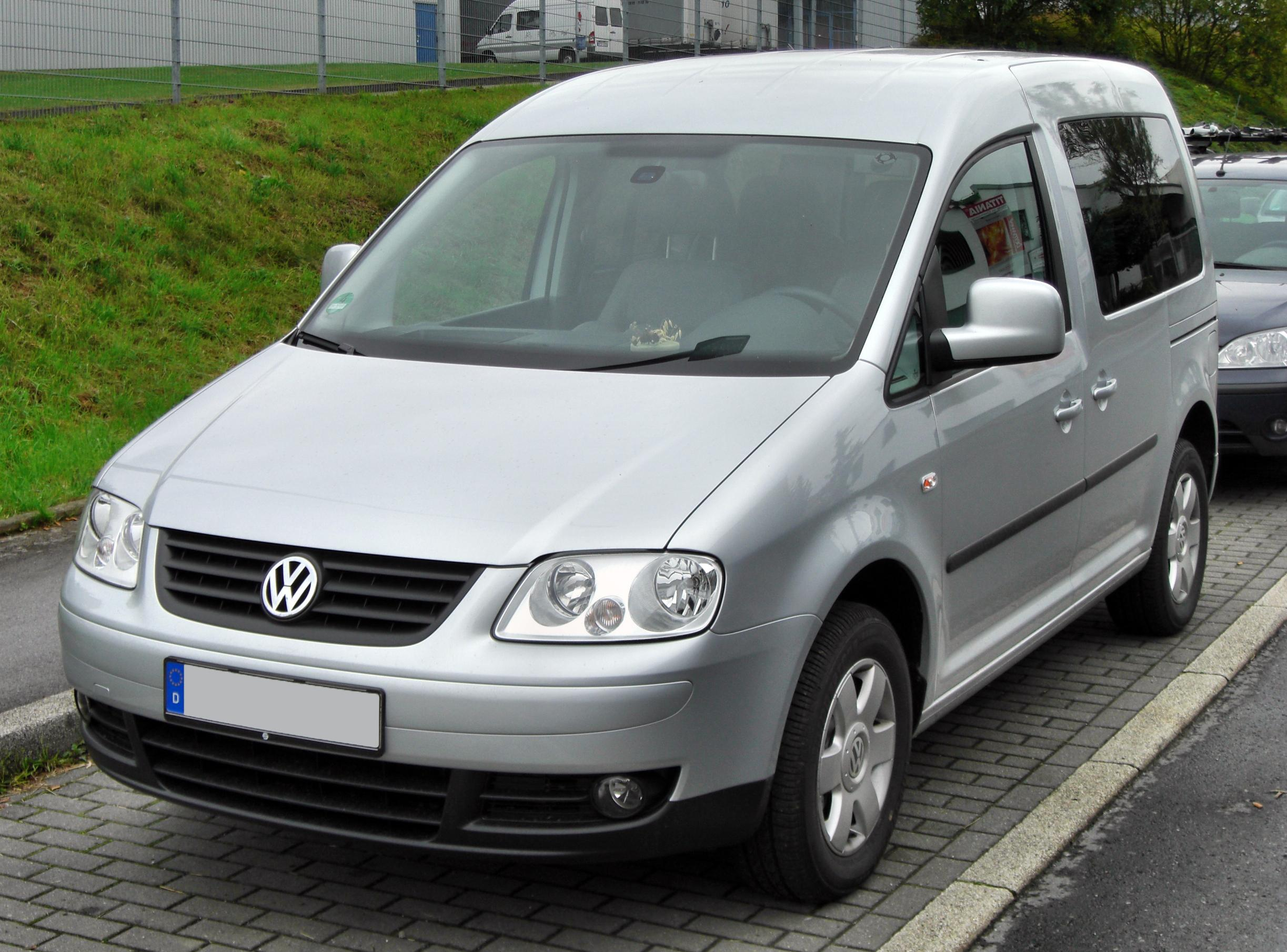
VW Caddy Life (2004–2010)

Unter der Bezeichnung Caddy Life wurde im Jahr 2004 erstmals ein Pkw mit bis zu sieben Sitzen auf Basis des aktuellen Caddy-Modells eingeführt.
Während VW den Caddy Life – genau wie den Kompaktvan Touran und die Vans Multivan/Caravelle – als Großraumlimousine bezeichnete, setzte sich mit der Einführung des Citroën Berlingo im Jahr 1996 in der Fachpresse die Bezeichnung Hochdachkombi für diese Fahrzeugklasse durch. Der Caddy Life war eine günstige Alternative zum Touran. Über die Hälfte der Teile des Touran wurden auch im Caddy Life verwendet.
Auch der Caddy Life erhielt im Sommer 2010 ein Facelift. Damit einhergehend verschwand der Markenbegriff „Life“. Nunmehr wurde der Caddy nur noch mit den sonst bei VW üblichen Ausstattungsbezeichnungen Startline, Trendline, Comfortline und Comfortline Edition angeboten. Mit dem Modelljahr 2012 wurde die Ausstattung Comfortline Edition durch Highline ersetzt.

## Sondermodelle

### Volkscaddy
Volkswagen führte Mitte 2005 eine Sonderaktion zusammen mit der Bild durch. Der sogenannte „Volks-Caddy“ wurde mit einem Preisvorteil von etwa 3200 Euro angeboten. Dabei handelte es sich als Basis um einen Caddy-Life (Modelljahr 2006) in der Standardversion mit bereits umfassender Serienausstattung.
Die Fahrzeuge waren nur in drei (normalerweise aufpreispflichtigen) Metallicfarben lieferbar: Reflex-Silbermetallic, Ravennablau und Offroadgreymetallic. Auch bei den Antriebsaggregaten war die Auswahl eingeschränkt:
- 1,9-l-TDI-Motor mit 77 kW (105 PS).
- 1,4-l-Otto-Motor mit 55 kW (75 PS).
- 1,6-l-Otto-Motor mit 75 kW (102 PS).

Es konnte ein Optionspaket für rund 950 Euro bestellt werden. Dieses enthielt eine Klimaanlage, eine dritte Sitzreihe, die das Fahrzeug zu einem Siebensitzer macht, vier Gepäcknetze für kleine Gegenstände im Dachholm und die Radioanlage RCD 300 mit sechs statt vier Lautsprechern. Im Laufe der 14-tägigen Aktion wurden gegen Aufpreis noch weitere Optionen möglich: So konnte man ESP und eine Sitzheizung dazubestellen. Wer allerdings schon in den ersten Tagen der Aktion bestellte, hatte in diesem Sinne das Nachsehen.
Die anfänglich geplanten Lieferzeiten von acht bis zwölf Wochen für den Volkscaddy verlängerten sich wegen der unerwartet großen Nachfrage auf bis zu sechs Monate.

### Caddy Roncalli
Eine etwa zweimonatige Sonderaktion im Frühjahr 2011 und mit anderer Ausstattung, wiederholt im Frühjahr 2012. Gewidmet der Zirkusfamilie Roncalli. Nebelscheinwerfer inklusive Abbiegelicht und der ParkPilot, Seiten- und Kopfairbags für Fahrer und Beifahrer, Sicherheitspakets. Dazu spezielle Stoffe im Innenraum, ein Lederlenkrad, eine Klimaanlage und Organizer an den Rückseiten der Vordersitze.
Außen ist die "Roncalli Edition" an einer Metallic-Lackierung inklusive der Stoßfänger zu erkennen.

### Caddy JAKO-O
Sonderaktion 2013 mit Kinderausstatter JAKO-O explizit für Familien. Unter anderem gab es einen Rabatt pro Kind von 200 Euro (max. 600 Euro) und drei spezielle Zubehörpakete (Wellness, Praktisch, Entdecker). Offenbar gab es 2007 schon eine kleine Werbeaktion mit JAKO-O, da aber für den Multivan.

### Caddy Soccer
Seit Januar 2014 war der Caddy Soccer zu Preisen ab 13.990 Euro bestellbar. Es handelte sich um ein speziell angefertigtes Modell zur Fußball-Weltmeisterschaft 2014, das neben der Pkw-Version auch als Kastenwagen erhältlich war. Das Sondermodell basiert auf den Ausstattungslinien Startline und Trendline und leistet zwischen 63 und 103 kW (86 und 140 PS). Als besonderen Anreiz erhielten Käufer des Fahrzeuges 50 Euro für jedes geschossene deutsche WM-Tor. Alternativ gab es eine Sofortprämie in Höhe von 350 Euro.

### Caddy Team
Die Modelle Caddy Team und Caddy Team Edition sind Sondermodelle ab Ende 2014 mit Preisvorteilen und 200 Euro Kinderprämie pro Kind.

### Weitere Sondermodelle

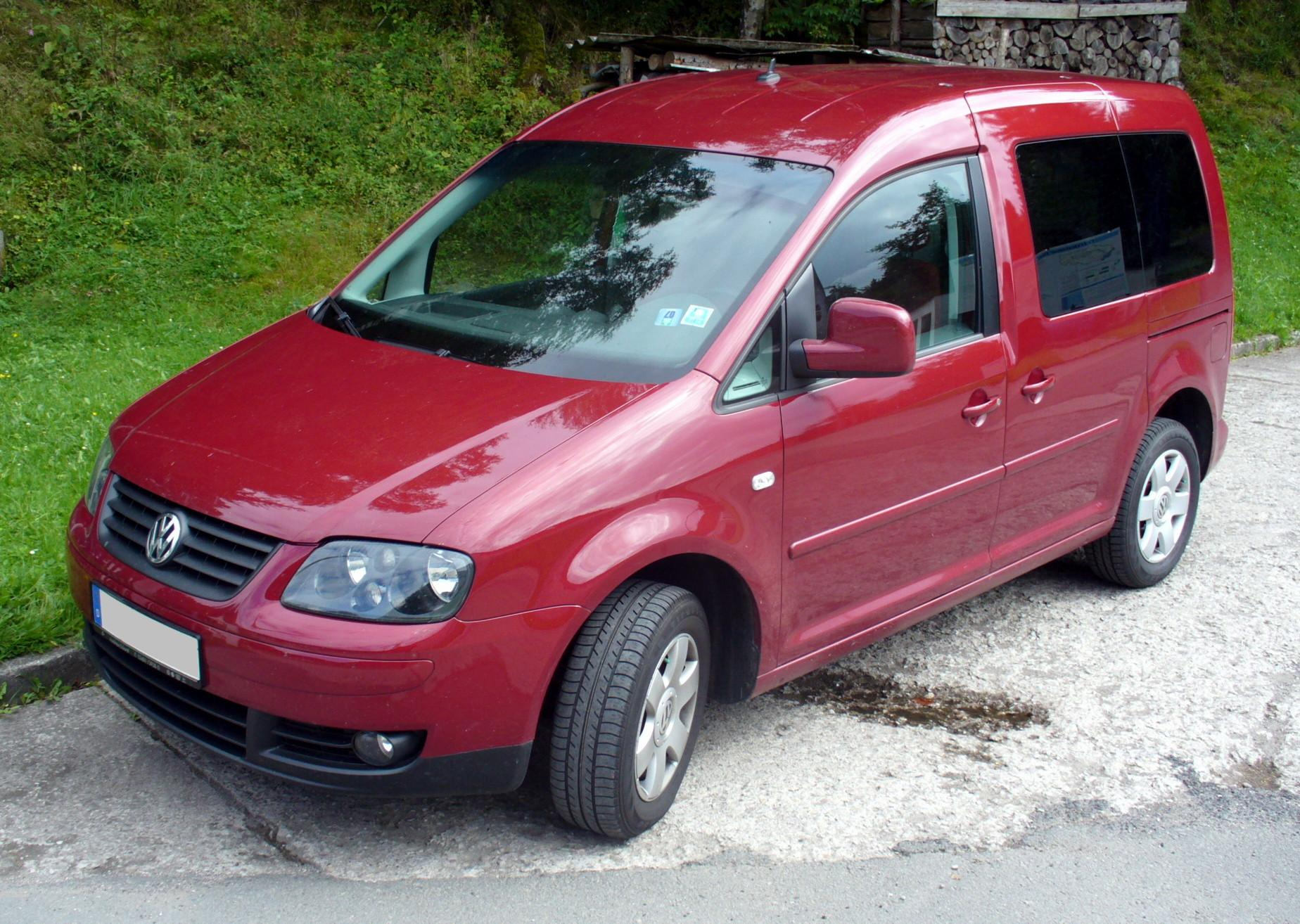
Caddy „Colour Concept“

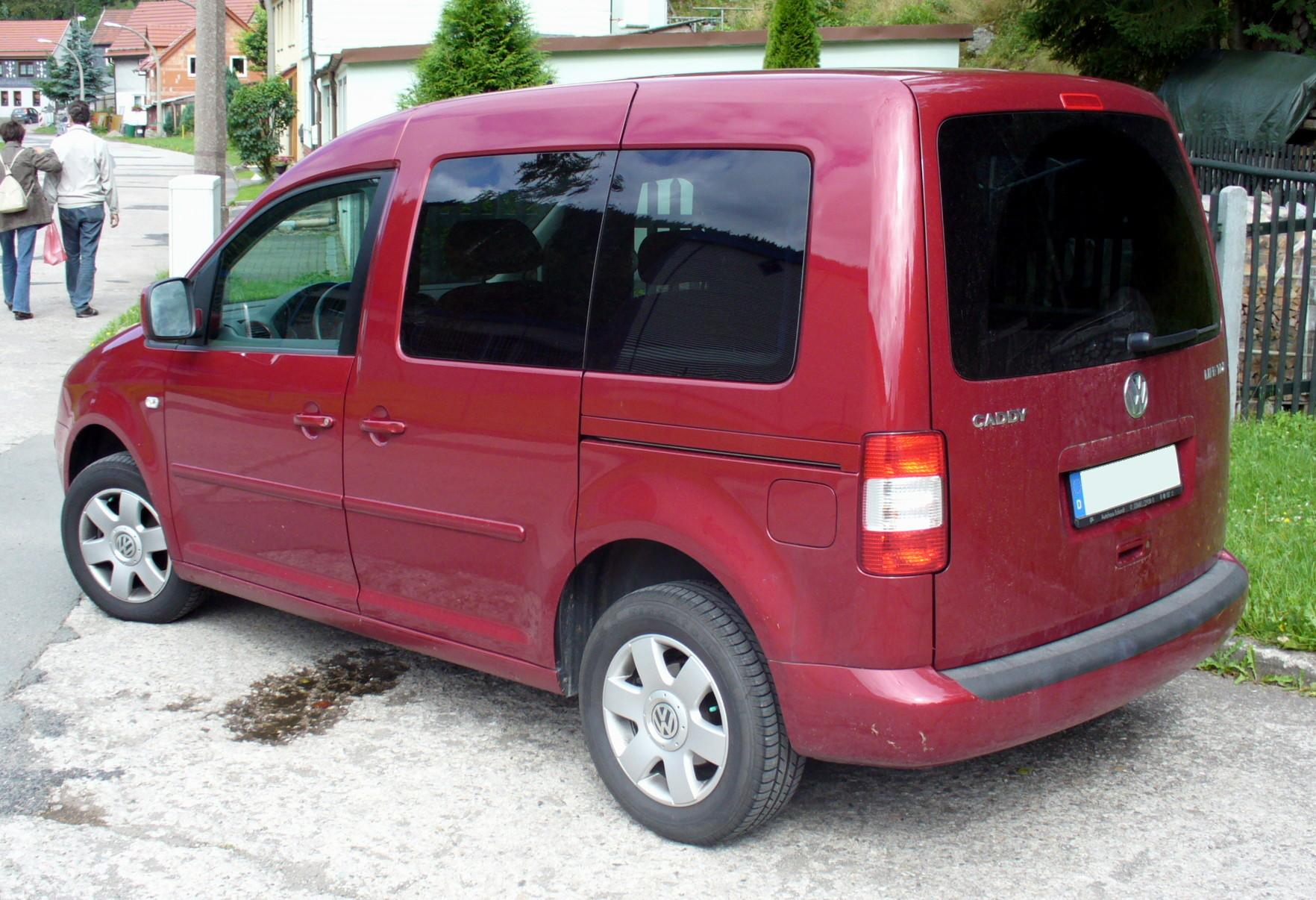
Heckansicht

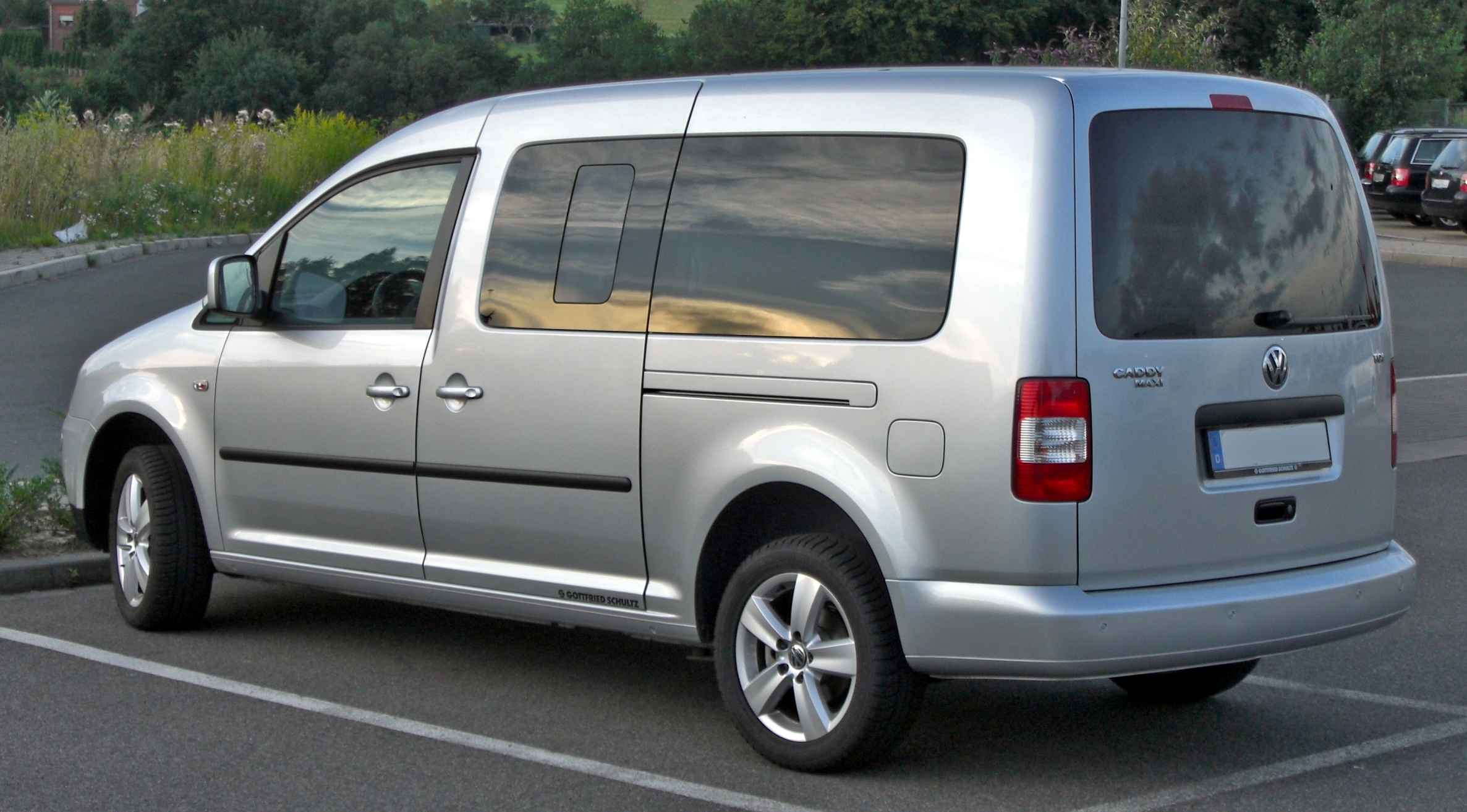
Caddy Life Maxi (2007–2010)

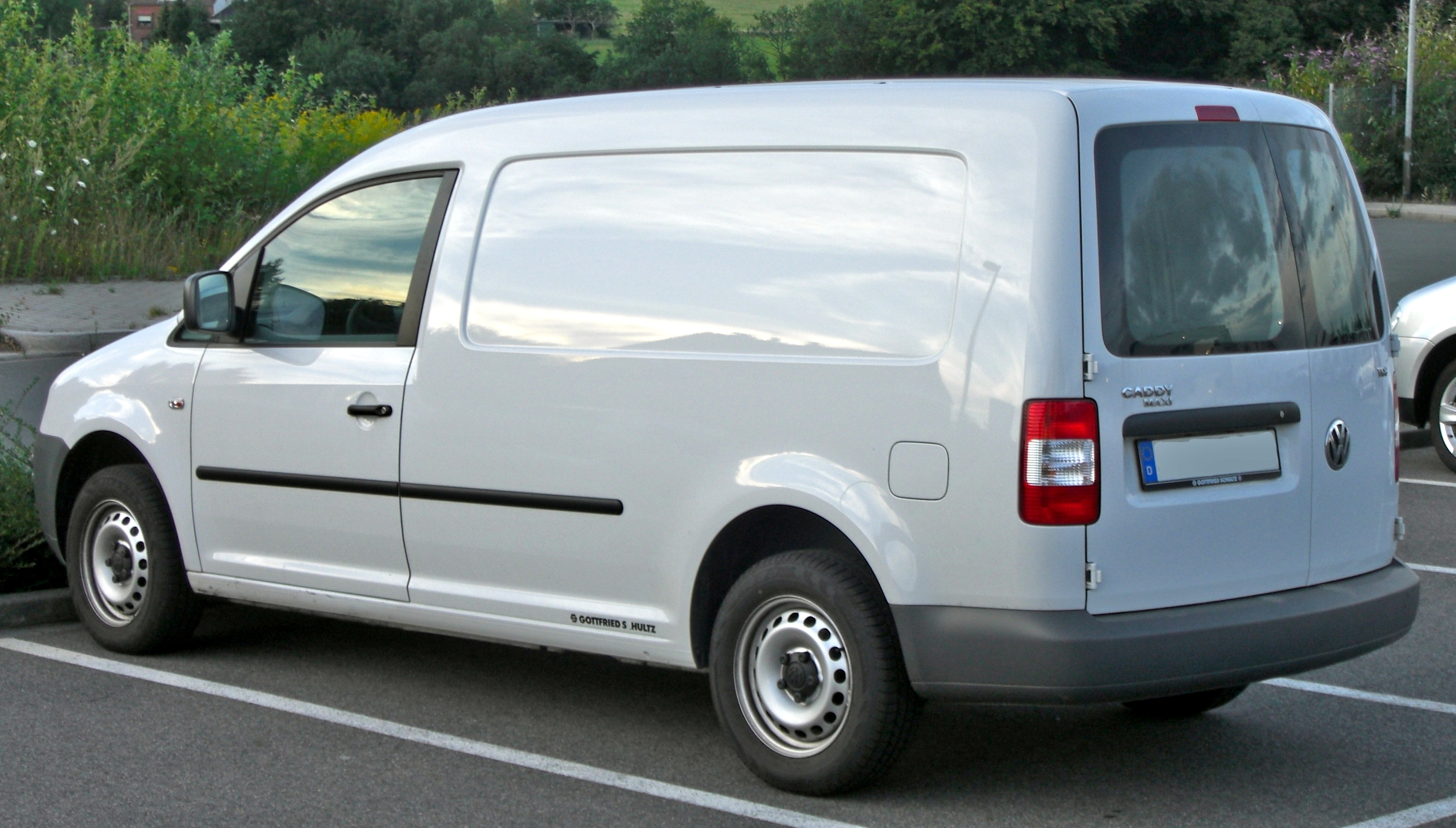
Caddy Maxi (2007–2010)

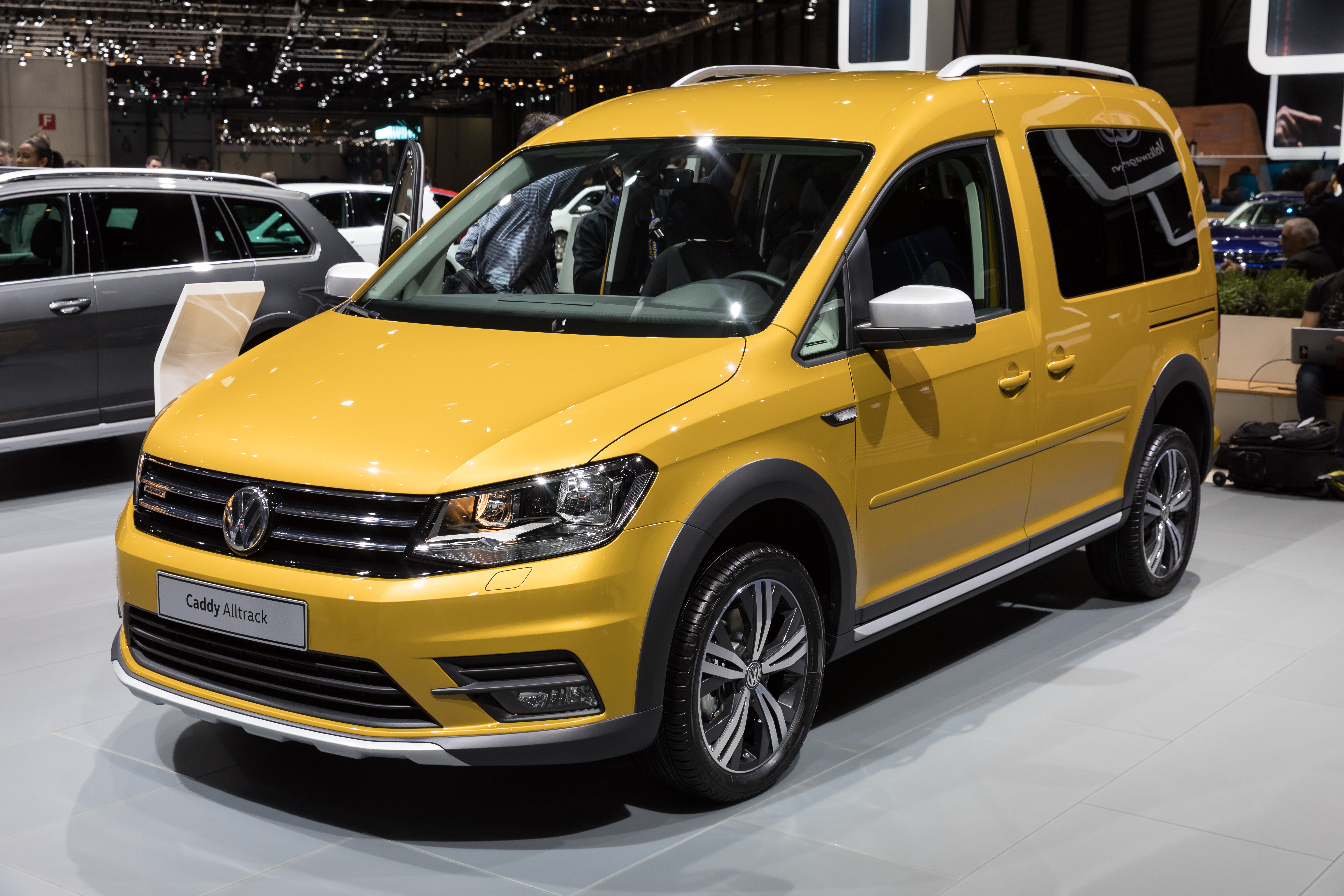
Allradmodell Caddy Alltrack

Das Sondermodell „Tramper“ (neuer Name „Beach“) wurde speziell für Camping ausgelegt. Die zweite Sitzreihe ist umklappbar. Etwa in Höhe der Seitenfensterunterseite ist ein Bett montiert, das bei umgeklappter zweiter Sitzreihe eine fast zwei Meter lange Liegefläche bietet. Zusätzlich gibt es ein an die Heckklappe montierbares Zelt.
Seit 2007 gab es den „Tramper“ auch als Caddy Maxi.
Das Sondermodell „Colour Concept“ ist größtenteils ein normaler Caddy Life. Allerdings sind bei diesem Modell die Stoßfänger ähnlich dem Schwestermodell Touran in Wagenfarbe lackiert. Ebenfalls lackiert sind die Außenspiegel. Lenkrad, Handbremshebel und Schaltknauf sind mit Leder bezogen. Innen hat das Fahrzeug Farbringe um die Lüftungsöffnungen und die Polster sind farblich abgestimmt.
Seit Ende 2007 gab es auch eine Langversion namens Caddy Maxi.
Mitte Februar 2009 reagierte VW mit dem Caddy „Gewinner“ auf die sogenannte Umweltprämie in Höhe von 2500 Euro, mit der die Bundesregierung im Rahmen eines Konjunkturprogramms die Verschrottung eines mindestens neun Jahre alten Pkw in Verbindung mit der Zulassung eines Neu- bzw. Jahreswagens der Schadstoffklasse Euro 4 oder höher belohnte. Der „Gewinner“, wie andere Sondermodelle in Kooperation mit „bild.de“ vermarktet, wurde mit einer eingeschränkten Auswahl an Extras und Farben und serienmäßig dem Extrapaket „Licht und Sicht II“ angeboten. Teil der Ausstattung war die sogenannte Wärmeschutzverglasung. Sie sorgt dafür, dass sich im Sommer der Innenraum nicht zu schnell aufheizt und im Winter die Wärme im Innern nicht so schnell abgegeben wird. Da dies die Klimaanlage entlastet, wird Kraftstoff gespart. Der Grundpreis lag rund 4500 Euro unter dem für normale Modelle.
Ein weiteres Sondermodell war die „Edition 30“ zum 30. Geburtstags des Caddy. Diese war im Gegensatz zu anderen Sondermodellen eher höherpreisig und entsprechend ausgestattet.
Auch zum 35. Geburtstag wurde ein Sondermodell auf den Markt gebracht. Der "Edition 35". Er war als Familien-Van ebenso zu haben wie als "Handwerkerauto". Ersterer basierte auf der Comfort-Ausstattung, zweiterer auf der Kastenwagenversion. Zur Sonderausstattung der Edition 35-Modelle gehören abgedunkelte Rückleuchten, ein Leder-Multifunktionslenkrad, ein optional wählbares DSG-Automatikgetriebe inklusive Schaltpaddles, schwarze glanzgedrehte 17-Zoll-Leichtmetallräder namens "Madrid", eine Ladekantenschutzfolie in Schwarz sowie eine schwarz-hochglänzende Dachreling bzw. ein komplett schwarzes Dach. Ebenso zur Grundausstattung des Sondermodells zählen die LED-Beleuchtung im Innenraum, elektrisch klappbare Außenspiegel deren Gehäuse immer schwarz lackiert sind, das Connectivity-Paket mit Telefon-Schnittstelle in Kombination mit den Radiosystemen Composition Colour im Familien-Van bzw. Composition Audio beim Kastenwagen und die Dekorleiste am Armaturenbrett in "Dark Silver Brushed". Die Sitze sind aus Stoff (Sitzfläche und untere zwei Drittel der Rückenlehne) und Kunstleder (Seitenwangen von Sitzfläche und Lehne bzw. oberes Drittel der Lehne und deren komplette Rückseite). Das Leder in Carbon-Optik zieren farbig abgesetzte Nähte. Zudem haben die beiden vorderen Sitze Sitzheizung und Lendenwirbelunterstützung. Außerdem besitzt das Auto einen intelligenten Tempomaten mit Abstandsautomatik (ACC). Zudem ziert die Fahrzeuge der vom 30er-Modell bekannte Schriftzug mit der Jahreszahl 35 die Seiten und das Heck. In den vorderen Einstiegen befinden sich Einstiegsleisten mit dem Schriftzug "Edition 35". Der "Edition35" war nur mit kurzem Radstand zu haben, auch ein Allradantrieb war möglich. Die Motorenpalette reichte vom 1,0 l TSI mit 75 kW (102 PS) bis zum 2,0 l TDI mit 110 kW (150 PS). Bei der Außenfarbe konnte zwischen Rot, Blau, Weiß, Grau oder Silber gewählt werden. Serienmäßig verfügt das Fahrzeug über ein Pannenset (Reifendichtmittel und 12V-Kompressor). Ein vollwertiges Reserverad konnte jedoch dazugeordert oder im Nachgang einfach selbst nachgerüstet werden, da die grundlegenden Befestigungsteile von Werk aus vorhanden sind. Lediglich der Haltebügel für das Ersatzrad samt Schrauben, ein passender Wagenheber samt Radschlüssel und ein Komplettrad müssen besorgt werden. Der Einbau ist in 15 Minuten erledigt.
Alle Caddys der Generation 2K wurden im polnischen VW-Werk Posen gebaut.